# Scott Adsit
Robert Scott Adsit (nacido el 26 de noviembre de 1965) es un actor, comediante y escritor estadounidense. Nacido y criado en los suburbios de Chicago, Adsit se unió al elenco principal de The Second City de Chicago en 1994 después de asistir al Columbia College Chicago. Apareció en varias revistas, incluida Paradigm Lost, por la que ganó el premio Joseph Jefferson al mejor actor de comedia.
De 2005 a 2008, codirigió, coescribió y coprodujo el programa de animación stop-motion de Adult Swim Moral Orel con Dino Stamatopoulos y Jay Johnston. También prestó su voz a varios personajes y fue nominado a un premio Annie por su trabajo como Clay Puppington, el padre de Orel. Después del éxito de Moral Orel, Adsit y Stamatopoulos volvieron a trabajar juntos en la serie de animación stop-motion Mary Shelley's Frankenhole (2010-2012).
Adsit es conocido por su papel de Pete Hornberger, el productor bien intencionado pero hastiado, en la comedia de NBC 30 Rock, que ganó un Premio del Sindicato de Actores al mejor reparto de televisión - Comedia en 2008. En 2014, Adsit prestó su voz al robot Baymax en la película animada de Disney Big Hero 6, que repitió tanto en Big Hero 6: The Series (2017-2021) como en la serie de Disney+ Baymax. .

## Primeros años
Adsit nació en Northbrook, Illinois el 26 de noviembre de 1965, hijo de Genevieve "Genny" ( de soltera Butz) y Andrew Scott Adsit, un abogado de bienes raíces. Asistió a Glenbrook North High School, donde recordaba haber sido "un poco payaso de clase", y asistió a la Universidad DePauw de Indiana durante un semestre. Luego asistió al Columbia College Chicago, donde el profesor de actuación Sheldon Patinkin lo animó a unirse al famoso grupo de improvisación de la ciudad, The Second City.

## Carrera

### 1987-1998
Adsit se unió a Second City en 1987, y pasó a formar parte de su elenco principal en 1994. Apareció en varias revistas ganadoras del premio Joseph Jefferson, incluidas Piñata Full of Bees y Paradigm Lost, por las que ganó el premio Jeff al mejor actor en una comedia. Un sketch que realizó con el futuro escritor principal de Saturday Night Live, Adam McKay, "Gump", fue incluido como uno de los mejores de todos los tiempos de Second City en la compilación del 25 aniversario del teatro. Apareció en el documental de PBS de 1997 sobre el proceso de creación de la reseña de Second City, Paradigm Lost, Second to None junto con sus compañeros de reparto Tina Fey, Kevin Dorff, Rachel Dratch, Jenna Jolovitz y Jim Zulevic.
En 1996, interpretó a un padre alcohólico y drogadicto en la producción de un cortometraje de la Clínica de Abuso de Sustancias Hazelden de Minnesota, Reflections From The Heart Of A Child. Este se ha convertido en un plan de estudios obligatorio en la mayoría de las clases para reincidentes de DWI y clínicas de rehabilitación de abuso de sustancias en los EE. UU. En 1997, Adsit grabó las voces del Rey de Payne, Sir Psycho, El Duque de Borbón, y Merlín para la máquina de pinball Medieval Madness de Williams. Adsit coescribió el diálogo grabado del juego con su compañero de reparto de Second City, Kevin Dorff. Dorff y Tina Fey también interpretaron las voces de los personajes en el juego.
En 1998, Adsit se mudó a Los Ángeles después de una invitación de su amigo de la universidad Dino Stamatopoulos para trabajar en un piloto sobre las travesuras detrás del escenario de un programa de variedades de comedia de televisión. El piloto no se materializó como programa, pero Adsit se quedó en California y comenzó a trabajar en pequeños papeles y comerciales. Ese mismo año, apareció como miembro del elenco del reconocido programa de sketches cómicos, Mr. Show. También atormentó a la banda Tenacious D como vecino y demonio en su programa de HBO.

### 2000s
En 2001, protagonizó un episodio de Friends, "The One with Ross and Monica's Cousin", en la temporada 7.
De 2005 a 2008, codirigió, coescribió y coprodujo el programa de Adult Swim Moral Orel con Stamatopoulos y Jay Johnston. También prestó la voz del padre de Orel, Clay Puppington, así como de su mejor amigo, Doughy, Link McMissins, Art Posabule, Mr. Christein, Junior Christein, Doctor Potterswheel, Billy Figurelli, Mrs. Figurelli y Tiny Tina, entre otros. Fue nominado al premio Annie por su trabajo como Clay. Adsit también tuvo un papel menor en el episodio "Conflict Resolution" de The Office como fotógrafo. Adsit también tuvo un pequeño papel en la película Kicking & Screaming, protagonizada por Will Ferrell, donde interpretó al entrenador de un equipo rival.
En 2005, recibió una llamada de la excompañera de reparto de Second City, Tina Fey. "Tina llamó y dijo: 'Estoy trabajando en un programa y hay una parte que estoy escribiendo pensando en ti, así que mantén tu agenda abierta el próximo año'. Así lo hice", recordó Adsit en 2009. En un giro del destino, también audicionó para Studio 60 de Aaron Sorkin en Sunset Strip, otra serie sobre el drama detrás de escena de un programa de variedades. "Mi gerente dijo: 'Existe una buena posibilidad de que te ofrezcan ambos, entonces, ¿cuál vas a elegir? Tienes que decírmelo ahora'", dijo Adsit. "Dije: 'Tina es la chica de Weekend Update que irrita a mucha gente, y Aaron Sorkin acaba de terminar El ala oeste de la Casa Blanca; él es el chico de oro'". Al final, Adsit eligió a su amiga: "Tenía que ir con alguien que conocer y respetar. Fui con Tina."
En 2006, se unió al elenco de 30 Rock, el programa de Fey, como Pete Hornberger, un viejo amigo del personaje de Fey, Liz Lemon, y productor bien intencionado pero frecuentemente aterrorizado de TGS with Tracy Jordan, una serie de comedia ficticia. El programa duró siete temporadas y fue un éxito de crítica, obteniendo 103 nominaciones al Emmy.
En 2007, Adsit protagonizó junto a Brendon Small Let's Fish, un piloto de Adult Swim, pero el piloto no se convirtió en una serie oficial.

### 2010s
Después del éxito de Moral Orel, Adsit y Dino Stamatopoulos trabajaron juntos nuevamente en su nueva serie de animación stop-motion Mary Shelley's Frankenhole, que se emitió por primera vez en Adult Swim el 27 de junio de 2010 y tuvo un total de 20 episodios en 2 temporadas. Adsit dirigió, escribió, produjo y proporcionó muchas de las voces principales. En junio de 2010, Adsit organizó un panel con los escritores de cómics Dan Slott, Frank Tieri y Chris Claremont en la HeroCon en Charlotte, Carolina del Norte. En 2012, un personaje llamado Agente Scott Adsit apareció como agente de S.H.I.E.L.D. en Deadpool de Marvel y desde entonces se ha convertido en un personaje recurrente en el título.
Adsit también actuó como estrella invitada como el "Bailío invitado" en tres episodios del podcast de John Hodgman, Judge John Hodgman. Adsit interpretó a sí mismo en el especial de comedia de Netflix de John Hodgman, John Hodgman: Ragnarok.
Adsit prestó su voz al robot abrazable Baymax en la película animada de Disney de 2014 Big Hero 6. El productor Roy Conli dijo: "El hecho de que su personaje sea un robot limita la capacidad de expresar emociones, pero Scott fue muy gracioso. Tomó esos límites y fue capaz de moldear el lenguaje de una manera que te hace sentir la emoción y el sentido del humor de Baymax. Scott Pude transmitir cuánto le importa a Baymax".
Adsit se unió al elenco de la temporada 3 de la serie de televisión de acción en vivo de Adult Swim The Heart, She Holler como la sheriff corrupta, protagonizada junto a Amy Sedaris. Paste Magazine afirmó que "Sedaris y Adsit, dos coprotagonistas relativamente nuevos, tienen una gran química".
Adsit interpreta al Sheriff Ridge en Wolverine: The Long Night, una serie de podcasts con guion.
También tuvo un papel recurrente como el presentador de noticias Greg Hart en la comedia política de HBO Veep.
Adsit actúa en vivo en el programa John and Scott con John Lutz y en Adsit and Eveleth con Jet Eveleth.
Adsit continúa actuando, improvisando y enseñando en I.O. West y Upright Citizens Brigade.

## Filmografía

### Películas
| Año  | Título                            | Papel                    | Notas             |
| ---- | --------------------------------- | ------------------------ | ----------------- |
| 1998 | Temporary Girl                    | Seth el agente           |                   |
| 2001 | Town and Country                  | Conductor de taxi        |                   |
| 2001 | Lovely & Amazing                  | Hombre en el teléfono    |                   |
| 2002 | Run Ronnie Run                    | Negociador policial      |                   |
| 2003 | Melvin Goes to Dinner             | Hombre                   |                   |
| 2003 | The Italian Job                   | Actor ensayando en coche |                   |
| 2003 | Grand Theft Parsons               | Experto en música        |                   |
| 2004 | La terminal                       | Conductor de taxi        |                   |
| 2004 | L.A. Twister                      | Técnico                  |                   |
| 2004 | De perdidos al río                | Hombre grasiento         |                   |
| 2004 | Admissions                        | Entrevistador de Harvard |                   |
| 2005 | Be Cool                           | Director de programa     |                   |
| 2005 | Kicking and Screaming             | Stew                     |                   |
| 2005 | Bad News Bears                    | Umpire                   |                   |
| 2006 | I Want Someone to Eat Cheese With | Big Galoot               |                   |
| 2006 | Accepted                          | Drop-Off Dad             |                   |
| 2006 | For Your Consideration            | First AD                 |                   |
| 2007 | Dante's Inferno                   | Juez Minos               | Voz               |
| 2007 | The Hammer                        | Policía                  |                   |
| 2007 | Mr. Woodcock                      | Vendedor cursi           |                   |
| 2008 | Turnover                          | Dr. Ruderman             |                   |
| 2009 | The Informant!                    | Sid Hulse                |                   |
| 2010 | Last Night                        | Stuart                   |                   |
| 2011 | Arthur                            | Hombre oso de goma       |                   |
| 2013 | We're the Millers                 | Doctor                   |                   |
| 2013 | A Case of You                     | Locutor cursi            |                   |
| 2014 | Appropriate Behavior              | Ken                      |                   |
| 2014 | St. Vincent                       | David                    |                   |
| 2014 | Big Hero 6                        | Baymax                   | Voz               |
| 2015 | Uncle Nick                        | Kevin                    |                   |
| 2023 | Once Upon a Studio                | Baymax                   | Voz; cortometraje |
| 2024 | Megamind vs. the Doom Syndicate   | Pierre Pressure          |                   |

### Televisión
| Año       | Título                                       | Papel                                                                                                  | Notas                                             |
| --------- | -------------------------------------------- | --- | ------------------------------------------------- |
| 1996      | Early Edition                                | Conductor de taxi                                                                                      | Episodio: "Thief Swipes Mayor's Dog"              |
| 1997–1998 | Early Edition                                | Grabowski                                                                                              | 2 episodios                                       |
| 1998      | Mr. Show with Bob and David                  | Varios                                                                                                 | 6 episodios                                       |
| 1999      | Tenacious D                                  | El escritor                                                                                            | Episodio: "The Greatest Song in the World"        |
| 1999      | Two Guys, a Girl and a Pizza Place           | Kevin                                                                                                  | Episodio: "Two Guys, a Girl and Barenaked Ladies" |
| 2000      | Felicity                                     | Profesor Howard Morrison                                                                               | Episodio: "Final Touches"                         |
| 2002      | Friends                                      | Director                                                                                               | Episodio: "The One with Ross and Monica's Cousin" |
| 2002      | Malcolm in the Middle                        | Abogado                                                                                                | Episodio: "Houseboat"                             |
| 2002      | Curb Your Enthusiasm                         | Joel Reynolds                                                                                          | Episodio: "The Acupuncturist"                     |
| 2002      | TV Funhouse                                  | Profesor                                                                                               | Episodio: "Chinese New Year's Day"                |
| 2002      | Dharma & Greg                                | Howard                                                                                                 | Episodio: "With a Little Help from My Friend"     |
| 2002      | MADtv                                        | Stagehand                                                                                              | Episodio #7.5                                     |
| 2002      | Ally McBeal                                  | Dr. Ted Slipp                                                                                          | Episodio: "Blowin' in the Wind"                   |
| 2002      | Still Standing                               | Mike                                                                                                   | Episodio: "Still Reading"                         |
| 2003      | Kingpin                                      | Adicto                                                                                                 | Miniserie                                         |
| 2003      | Alias                                        | Pierre Lagravenese                                                                                     | Episodio: "Reunion"                               |
| 2003      | Comedy Central Laughs for Life Telethon 2003 | Harold Barbour                                                                                         | Especial                                          |
| 2003      | CSI: Miami                                   | Izzy                                                                                                   | Episodio: "Body Count"                            |
| 2003      | The Man Show                                 | Doctor                                                                                                 | Episodio: "Wheel of Destiny"                      |
| 2004      | Monk                                         | Examinador médico                                                                                      | Episodio: "Mr. Monk Gets Fired"                   |
| 2004      | Comedy Central Laughs for Life Telethon 2004 | Amigo de la escuela secundaria de Colbert                                                              | Especial                                          |
| 2004      | Charmed                                      | Hombre con vestido / Ninfa del bosque maldito                                                          | Episodio: "Spin City"                             |
| 2004      | The Drew Carey Show                          | Mitch                                                                                                  | Episodio: "Baby Makes Stress"                     |
| 2004      | Huff                                         | Doug Columbo                                                                                           | Episodio: "Cold Day in Shanghai"                  |
| 2005      | Malcolm in the Middle                        | Joe | Episodio: "Health Insurance"                      |
| 2005      | Stacked                                      | Ray | Episodio: "Crazy Ray"                             |
| 2005–2006 | Robot Chicken                                | Wimpy, Dean, Buda, Shamrock Bear, Pinhead, Hipopótamo hambriento azul, Narrador de películas de acción | Voz, 4 episodios                                  |
| 2005-2008 | Moral Orel                                   | Clay Puppington, Varias voces                                                                          | Voz                                               |
| 2006      | Monk                                         | Examinador médico Gordo                                                                                | Episodio: "Mr. Monk Goes to a Fashion Show"       |
| 2006      | The Office                                   | Fotógrafo                                                                                              | Episodio: "Conflict Resolution" (2:21)            |
| 2006      | The Colbert Report                           | Almirante Allendorfer                                                                                  | Episodio: "John Sexton"                           |
| 2006–2013 | 30 Rock                                      | Pete Hornberger                                                                                        | 100 episodios                                     |
| 2007      | Let's Fish                                   | Don | Piloto                                            |
| 2008      | Aqua Teen Hunger Force                       | Hoppy Bunny y Drewbacca                                                                                | Voz                                               |
| 2008      | Law & Order: Special Victims Unit            | Dwight Lomax                                                                                           | Episodio: "Authority"                             |
| 2010      | Big Lake                                     | Juan el Bautista                                                                                       | 1 episodio                                        |
| 2010      | Delocated                                    | Ejecutivo de comida para perros                                                                        | 1 episodio                                        |
| 2010      | Mary Shelley's Frankenhole                   | Profesor Polidori, La Criatura, Dr. Moreau, Thomas Jefferson, Adolf Hitler...                          | Voz                                               |
| 2013      | John Hodgman: Ragnarok                       | Él mismo                                                                                               | Especial                                          |
| 2015      | Harvey Beaks                                 | Irving Beaks                                                                                           | Voz                                               |
| 2015      | Neon Joe, Werewolf Hunter                    | Sunny Cocoa                                                                                            |                                                   |
| 2015      | W/ Bob &amp; David                           | Varios                                                                                                 | 2 episodios                                       |
| 2015-2019 | Veep                                         | Greg Hart                                                                                              | 8 episodios                                       |
| 2016      | Person of Interest                           | Max Greene                                                                                             | Episodio: "QSO"                                   |
| 2017      | Unbreakable Kimmy Schmidt                    | Dale Bortz                                                                                             | 1 episodio                                        |
| 2017-2021 | Big Hero 6: The Series                       | Baymax, otros                                                                                          | Voz                                               |
| 2017      | Gap Year                                     | Todd                                                                                                   | 1 episodio                                        |
| 2017      | Girlboss                                     | Chuck                                                                                                  | 1 episodio                                        |
| 2020      | The Walking Dead: World Beyond               | Tony Delmado                                                                                           | Recurrente                                        |
| 2022      | Baymax!                                      | Baymax                                                                                                 | Voz                                               |
| 2023      | Shape Island                                 | Triángulo                                                                                              | Voz                                               |
| 2023      | Awkwafina Is Nora from Queens                | Constantine                                                                                            | 2 episodios                                       |

### Videojuegos
| Año  | Título                               | Papel  |
| ---- | ------------------------------------ | ------ |
| 2014 | Disney Infinity: Marvel Super Heroes | Baymax |
| 2015 | Disney Infinity 3.0                  | Baymax |
| 2019 | Kingdom Hearts III                   | Baymax |